# Sanctuaires Asama

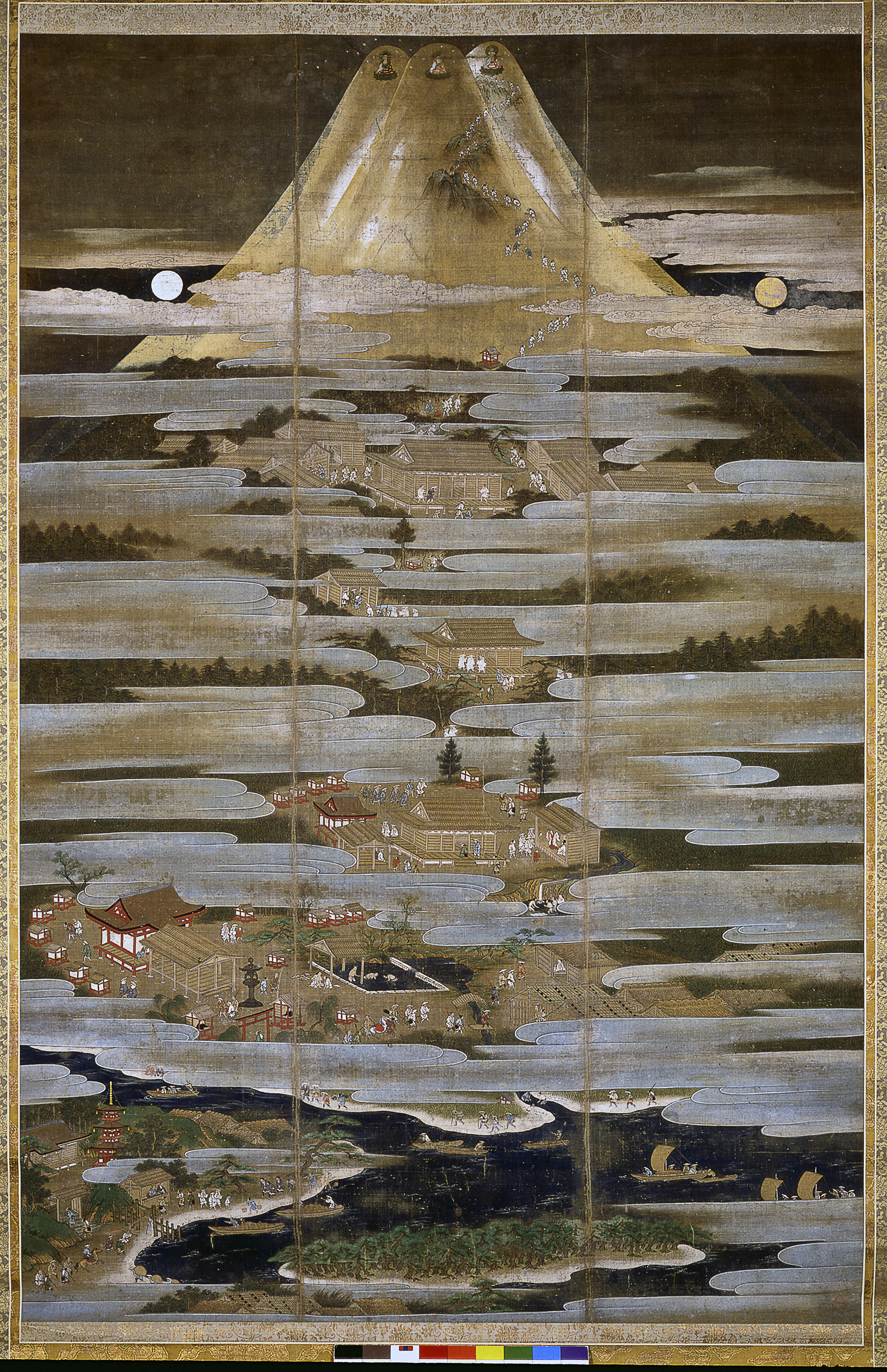
Le Fuji Mandara du Fujisan Hongu Sengen-jinja.

Les sanctuaires Asama (浅間神社, Asama-jinja/Sengen jinja) sont des sanctuaires shinto au Japon, consacrés au culte du kami des volcans en général et du mont Fuji en particulier.
Selon le Jinja Honchō, il existe approximativement 1 300 sanctuaires Asama dans tout le Japon, essentiellement concentrés dans les préfectures de Shizuoka et de Yamanashi, et à une moindre échelle dans les préfectures de la région de Kantō et d'Aichi. Presque tous les sanctuaires Asama sont à portée de vue du mont Fuji. Lorsque cela n'est pas possible en raison de la distance ou des obstacles, une réplique miniature du mont Fuji appelée Fujizuka (富士塚) faite de roches de la montagne est souvent érigée dans l'enceinte du sanctuaire. Le sanctuaire de tête de tous les sanctuaires Asama est le Fujisan Hongū Sengen-taisha, situé à Fujinomiya.

## Croyance shinto
Le principal kami des sanctuaires Asama est la princesse Konohanasakuya-hime, parfois associée à son père, Ōyamatsumi-no-Mikoto et/ou sa sœur Iwanaga-hime. Konohanasakuya-hime apparaît à la fois dans le Kojiki et le Nihonshoki et semble avoir initialement été associée à la protection contre l'incendie, par les histoires qui apparaissent dans les deux chroniques. Cependant, il n'existe pas de référence spécifique qui explique comment elle en est venue à être associée au mont Fuji à un moment donné au cours des époques de Muromachi ou d'Edo,.

## Sanctuaires associés
- Ichinomiya Sengen-jinja (一宮浅間神社?) à Fuefuki (préfecture de Yamanashi).
- Omuro Sengen-jinja (小室浅間神社?) à Fujiyoshida (préfecture de Yamanashi).
- Kitaguchi Hongū Fuji Sengen-jinja (北口本宮冨士浅間神社?) à Fujiyoshida (préfecture de Yamanashi).
- Fujiomuro Sengen-jinja (冨士御室浅間神社?) à Fujikawaguchiko (préfecture de Yamanashi).
- Shizuoka Sengen-jinja (静岡淺間神社?) à Aoi-ku, Shizuoka (préfecture de Shizuoka).
- Fujirokusho Sengen-jinja (富知六所淺間神社?) Fuji (préfecture de Shizuoka).